# Miguel López-Alegría
Miguel Eladio López-Alegría (Madrid, 30 de mayo de 1958), conocido en entornos angloparlantes como Michael López-Alegría, es el primer astronauta nacido en España en viajar al espacio, aunque lo hizo representando a Estados Unidos. Tiene doble nacionalidad, estadounidense y española. Realizó tres misiones del transbordador espacial y una en la nave Soyuz. Recientemente en el año 2022 realizó su quinto vuelo en la nave Crew Dragon en la misión Axiom 1. En enero de 2024 hizo su sexto vuelo en una nave Crew Dragon en la misión Axiom 3.

## Biografía
Miguel López-Alegría, de padre español —natural de Badajoz— y madre estadounidense, fue criado en Mission Viejo (California). En la actualidad habla inglés, español, francés y ruso. Se enroló en la Marina de los Estados Unidos y se graduó en ingeniería de sistemas en 1980 en la Academia Naval de los Estados Unidos, continuando sus estudios de postgrado en la Escuela Naval de Postgrado de los Estados Unidos, consiguiendo un máster en ingeniería aeroespacial. También realizó un programa para ejecutivos en Seguridad Nacional e Internacional en la Escuela Harvard Kennedy.
Es nieto de Eladio López Alegría, alcalde de Badajoz durante la II República, asesinado por los sublevados en septiembre de 1936. 
Desde julio de 2007, da nombre a un parque público de la ciudad de Badajoz.
Ha volado en más de treinta modelos de avión para la US Navy desde que se graduó como piloto de combate en 1981. Tiene acumuladas más de 5700 horas de vuelo. En 1992 comienza su entrenamiento como astronauta en el Johnson Space Center, en Houston.

## Carrera como Astronauta

### NASA
Fue seleccionado como candidato astronauta de la NASA en 1992, como parte de la promoción N.º 14 de astronautas. En agosto de 1993 promocionó a astronauta y comenzó a prepararse para volar en misiones en el transbordador espacial.  
Su primera misión espacial con la NASA fue la STS-73 en 1995, la misión duró 15 días 21 horas 52 minutos 28 segundos, estuvieron a una altitud de órbita equivalente a 150 millas náuticas y recorrieron 6,6 millones de millas; posteriormente, durante varios años lideraría la oficina de Operaciones de la tripulación de la EEI, antes de volver al espacio a bordo del STS-92 en el año 2000 y del STS-113 en 2002, en dos misiones de construcción de la EEI de corta duración. También, en octubre de 2001 participó en el programa experimental de la NASA llamado NEEMO (NASA Extreme Environment Mission Operations) en su primera expedición durante 6 días. Se retiró oficialmente de la NASA en marzo de 2012. Actualmente Trabaja para la empresa Axiom Space como vicepresidente y ha realizado su quinta y última misión espacial en abril del año 2022, en la misión AX-1, pasando un total de 275 días y 32 minutos en el espacio siendo la persona N.º 79 con más tiempo en el espacio y ostentando actualmente el decimocuarto récord conjunto de permanencia seguida en el espacio con el cosmonauta  Mijaíl Tiurin y actualmente el séptimo americano con 215 días, 8 horas y 49 minutos. Extraoficialmente es uno de dos los únicos ciudadanos españoles que ha viajado al espacio, pero solo ha podido representar a España en su último vuelo, ya que en los vuelos anteriores, iba en representación de los EE. UU. al ser empleado de la NASA.

### Expedición 14
El 18 de septiembre de 2006 participó en la Expedición 14 a la Estación Espacial Internacional, despegando desde Baikonur, Kazajistán, a bordo de una nave Soyuz, la Soyuz TMA-9  y aterrizando el 21 de abril de 2007 después de permanecer 215 días consecutivos en la EEI.

### Expedición 67-Visita AX-1
Es la primera misión turística realizada en una nave Crew Dragon por la empresa Axiom Space, a la EEI. Es el segundo vuelo dedicado enteramente al turismo espacial después de la Soyuz MS-20 en diciembre de 2021. La compañía estadounidense Axiom Space consiguió un acuerdo para el vuelo Axiom-1 con SpaceX, en el que el ex-astronauta profesional de la NASA, que trabaja actualmente para Axiom voló con tres clientes a la EEI a bordo de la Dragon 2. Inicialmente el vuelo se planificó para finales de 2021 y más tarde para febrero de 2022. Finalmente despego el 8 de abril de 2022. En esta ocasión López-Alegría si decidió utilizar su nacionalidad española y portó tanto la bandera española como la estadounidense en su traje. Permaneció en el espacio un total de 17 días, regresando a la tierra el 25 de abril de 2022 después de varios retrasos en el regreso debido a la climatología (el viaje inicial era de 10 días).

### Expedición 70-Visita AX-3
Después de servir como reserva de la comandante Peggy Witson en la misión Axiom 2 durante la Expedición 69, fue anunciado como comandante de la misión Axiom 3 que será la tercera misión turística realizada en una nave Crew Dragon por la empresa Axiom Space, a la EEI en enero de 2024 durante la Expedición 70 junto con el astronauta sueco de la ESA, Marcus Wandt, walter Viladey de Italia y Alper Gezeravc de Turquía, formando la primera tripulación de la historia compuesta solo por europeos.

### Caminatas espaciales
Es uno de los 5 astronautas de la NASA que ostenta el récord de 10 caminatas espaciales en los Estados Unidos permaneciendo un total de casi 3 días en el espacio realizando EVAs. Esta cifra de 10 caminatas sólo ha sido igualada por un cosmonauta de la URSS y únicamente superada por el cosmonauta Anatoli Soloviov con el récord total de 16 EVAs y también el mayor periodo acumulado de actividad extravehicular con 82 horas y 22 minutos en el espacio.
- 16/10/2000 7:07  STS-92, EVA 2
- 18/10/2000 6:56  STS-92, EVA 4
- 26/11/2002 6:45  STS-113, EVA 1
- 28/11/2002 6:10  STS-113, EVA 2
- 30/11/2002 7:00  STS-113, EVA 3

- 22/11/2006 7:39  EEI Expedición 14, EVA 1
- 31/01/2007 7:55  EEI Expedición 14, EVA 2
- 04/02/2007 7:11  EEI Expedición 14, EVA 3
- 07/02/2007 6:39  EEI Expedición 14, EVA 4
- 22/02/2007 6:18  EEI Expedición 14, EVA 5